# Herbert Arthur Stuart
Herbert Arthur Stuart (* 27. März 1899 in Zürich; † 8. April 1974 in Hannover) war ein Schweizer Physiker, der Beiträge zur Molekülphysik geleistet hat.

## Leben
Von 1920 bis 1925 studierte Herbert Arthur Stuart an der Universität Würzburg und der Universität Göttingen Physik. Im Jahr 1925 promovierte er bei James Franck in Göttingen; seine Arbeiten bezogen sich auf Fluoreszenz, Resonanz und Quecksilber. Er arbeitete anschließend mit Otto Stern, dem Direktor des „Institut für Physikalische Chemie“, an der Universität Hamburg, und von 1925 bis 1936 als Assistent am Physikalischen Institut der Albertus-Universität Königsberg, wo er ab 1928 auch als Privatdozent tätig war. Hier arbeitete er unter anderem mit Richard Gans zusammen.
Stuart habilitierte im Jahr 1928 mit einer Schrift über die Temperaturabhängigkeit der Permittivitäten in Gasen und Dämpfen. Von 1930 bis 1931 war er Stipendiat der Rockefeller-Stiftung an der University of Berkeley in Kalifornien und wirkte von 1935 bis 1936 als apl. außerordentlicher Professor für Physik in Königsberg. Im Jahr 1936 übernahm er bis 1939 in Vertretung die angesehene Professur für Theoretische Physik an der Universität Berlin und kam so in engen Kontakt mit den Größen der deutschen Physik.
Während des Zweiten Weltkriegs war er ordentlicher Professor für Experimentalphysik und Direktor des Physikalischen Instituts der Technischen Hochschule Dresden. Er arbeitete zu dieser Zeit am geheimen V-Waffen-Projekt in der „Arbeitsgemeinschaft Peenemünde“ mit.
Nach Ende des Zweiten Weltkriegs arbeitete er ab 1946 eine Zeit als Assistent an der TH Hannover, die er 1947 auf britischen Druck beenden musste. Ab 1948 wirkte er zunächst als Physiker in der Farbenfabrik Bayer AG in Leverkusen. Ab 1952 hatte er einen Lehrauftrag und 1955 wurde er als ordentlicher Professor für Physikalische Chemie an die Universität Mainz berufen, wo bis zu seiner Emeritierung 1966 als Professor für Physikalische Chemie und Leiter des Labors für Polymerphysik tätig war.
Stuart war 1933 in die SA und NSDAP eingetreten und setzte sich in der Deutschen Physikalischen Gesellschaft für den Ausschluss jüdischer Mitglieder ein. Auch wollte er die Gesellschaft unter strengere staatliche Kontrolle stellen. Dem Amsterdamer Physiker A. Michels warf er im Zweiten Weltkrieg Sabotage vor, worauf dieser vor der Gestapo fliehen musste. Dies belastete Stuart nach 1945 erheblich. 1947 griff ihn Ursula Martius wegen seiner NS-Vergangenheit an. Max von Laue riet ihm, zunächst in der Industrie zu arbeiten.

## Publikationen (Auswahl)
- 1929: Kerreffekt und Molekülbau
- 1934: Molekülstruktur
- 1943: Kurzes Lehrbuch der Physik, mit Gerhard Klages, 19. Auflage 2009
- 1952: Struktur der freien Moleküle
- 1956: Lichtzerstreuungsmessungen an Lösungen hochpolymerer Stoffe, mit H. G. Fendler

## Einzelbelege
1. ↑  Dieter Hoffmann/Mark Walker: Physiker zwischen Autonomie und Anpassung. Die Deutsche Physikalische Gesellschaft im Dritten Reich, Wiley, Weinheim 2007, S. 409ff u. 392ff

| Personendaten    | Personendaten          |
| ---------------- | ---------------------- |
| NAME             | Stuart, Herbert Arthur |
| KURZBESCHREIBUNG | Schweizer Physiker     |
| GEBURTSDATUM     | 27. März 1899          |
| GEBURTSORT       | Zürich                 |
| STERBEDATUM      | 8. April 1974          |
| STERBEORT        | Hannover               |